# Validentia flavocingulata
Validentia flavocingulata là một loài tò vò trong họ Ichneumonidae.